# Paul Mesnier
Pour les articles homonymes, voir Mesnier.
Paul Antoine Mesnier est un réalisateur français né le 3 août 1904 à Saint-Étienne et mort le 7 juillet 1988 dans le 18e arrondissement de Paris.

## Filmographie
Réalisateur
- 1937 : Le Chemin de lumière
- 1937 : Le Compositeur du dessus
- 1939 : La Belle Revanche
- 1941 : Le Valet maître
- 1942 : Patricia
- 1943 : Fou d'amour
- 1947 : La Kermesse rouge
- 1952 : Poil de carotte
- 1956 : Bébés à gogo
- 1957 : Une nuit aux Baléares
- 1960 : Le Septième Jour de Saint-Malo
- 1962 : Cargo pour la Réunion

Acteur
- 1950 : Olivia de Jacqueline Audry
- 1950 : Casabianca de Georges Peclet
- 1951 : Ils étaient cinq de Jack Pinoteau
- 1953 : C'est arrivé à Paris d'Henri Lavorel et John Berry
- 1966 : La Fantastique Histoire vraie d'Eddie Chapman (Triple Cross) de Terence Young

Scénariste
- 1939 : Son oncle de Normandie de Jean Dréville
- 1955 : Chéri-Bibi de Marcello Pagliero